# Cnaphalocrocis pilosa
Cnaphalocrocis pilosa là một loài bướm đêm trong họ Crambidae.